# Rania Zeriri
Rania Zeriri (Enschede, 6 gennaio 1986) è una cantante olandese di origine algerina. È soprattutto nota per aver partecipato al talent show tedesco Deutschland sucht den Superstar nel 2008, raggiungendo una discreta popolarità nei Paesi Bassi e in Germania.

## Biografia

### Carriera
Rania Zeriri è nata a Enschede, nei Paesi Bassi, da madre olandese e padre algerino, quest'ultimo abbandonerà la famiglia nel giro di pochi anni. Dopo aver conseguito il diploma di scuola secondaria superiore, ha seguito un corso per animatori alberghieri all'età di 17 anni a Salamanca, in Spagna e, successivamente, ha lavorato come animatrice turistica a Ibiza e Fuerteventura. Proprio durante questo lavoro ha iniziato ad esibirsi come cantante negli hotel. Zeriri è nata con dei buchi nelle corde vocali, perciò la sua voce scura è il risultato di un'operazione che si è resa necessaria per chiudere i buchi congeniti mediante un trattamento laser e ciò le ha causato difficoltà nel cantare le note alte e in falsetto.
Nell'estate 2007, sempre a Ibiza, ha preso parte al programma televisivo tedesco del canale RTL per il talent show canoro Deutschland sucht den Superstar, versione tedesca del programma Pop Idol, arrivando in finale. Si è quindi trasferita dalla madre, a Gronau-Epe, in Vestfalia. Nel talent show, durato da gennaio a maggio 2008, Rania è arrivata al quinto posto, venendo poi eliminata. Questo le ha comunque portato un salto di carriera, poiché sette mesi dopo, nel novembre 2008, ha pubblicato a soli 22 anni il suo primo singolo Crying Undercover, molto popolare nei Paesi Bassi e in Germania.
Nel 2010 ha iniziato a studiare al conservatorio della sua città natale, parte dell'ArtEZ, un polo universitario delle arti olandese, e ha poi iniziato a lavorare come reporter per l'emittente televisiva locale Enschede TV.

### I problemi di salute mentale
Dalla morte della madre, Rania è entrata in una spirale depressiva con crisi psicotiche, che l'hanno rapidamente fatta scomparire dai circuiti musicali e l'hanno portata a vivere per strada come una senzatetto. Completamente sconosciuta in Italia, nel febbraio 2025 è finita al centro delle cronache nazionali tramite il programma tv Chi l'ha visto? poiché, su segnalazione degli abitanti, è stata avvistata dormire per strada a Mercogliano, dove è giunta a piedi da Avellino, riferendo di essere stata rapinata dei suoi effetti personali e del cellulare durante una sosta a Napoli. I servizi sociali del Comune di Mercogliano l'hanno quindi presa in carico, assegnandole un lavoro, un alloggio di fortuna e sostegno psicologico.